# Försvarskyrka
En försvarskyrka är en kyrkobyggnad som anses haft funktion dels som gudstjänstrum och dels som skydd mot fientliga angrepp. Försvarskyrkan bär med sina kraftiga murverk drag av borgarkitekturen och kan omfatta hela kyrkan i form av övervåningen eller delar av kyrkan som exempelvis tornet. I Sverige uppfördes försvarskyrkorna främst i kusttrakter under 1200-talet. Östersjöområdet kring Kalmartrakten och Öland har varit särskilt rik på kyrkor av detta slag.

## Bilder av försvarskyrkor

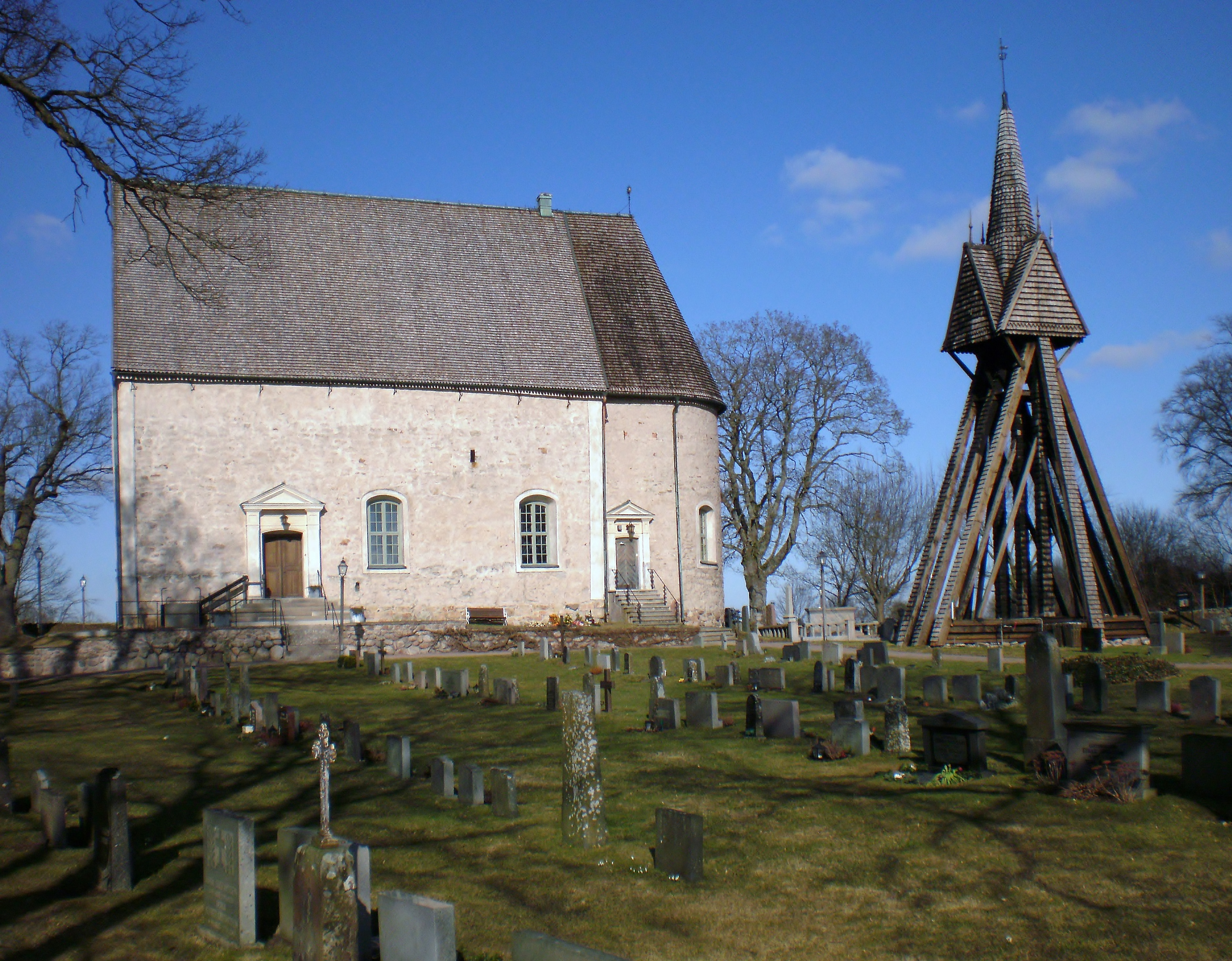
Kläckeberga
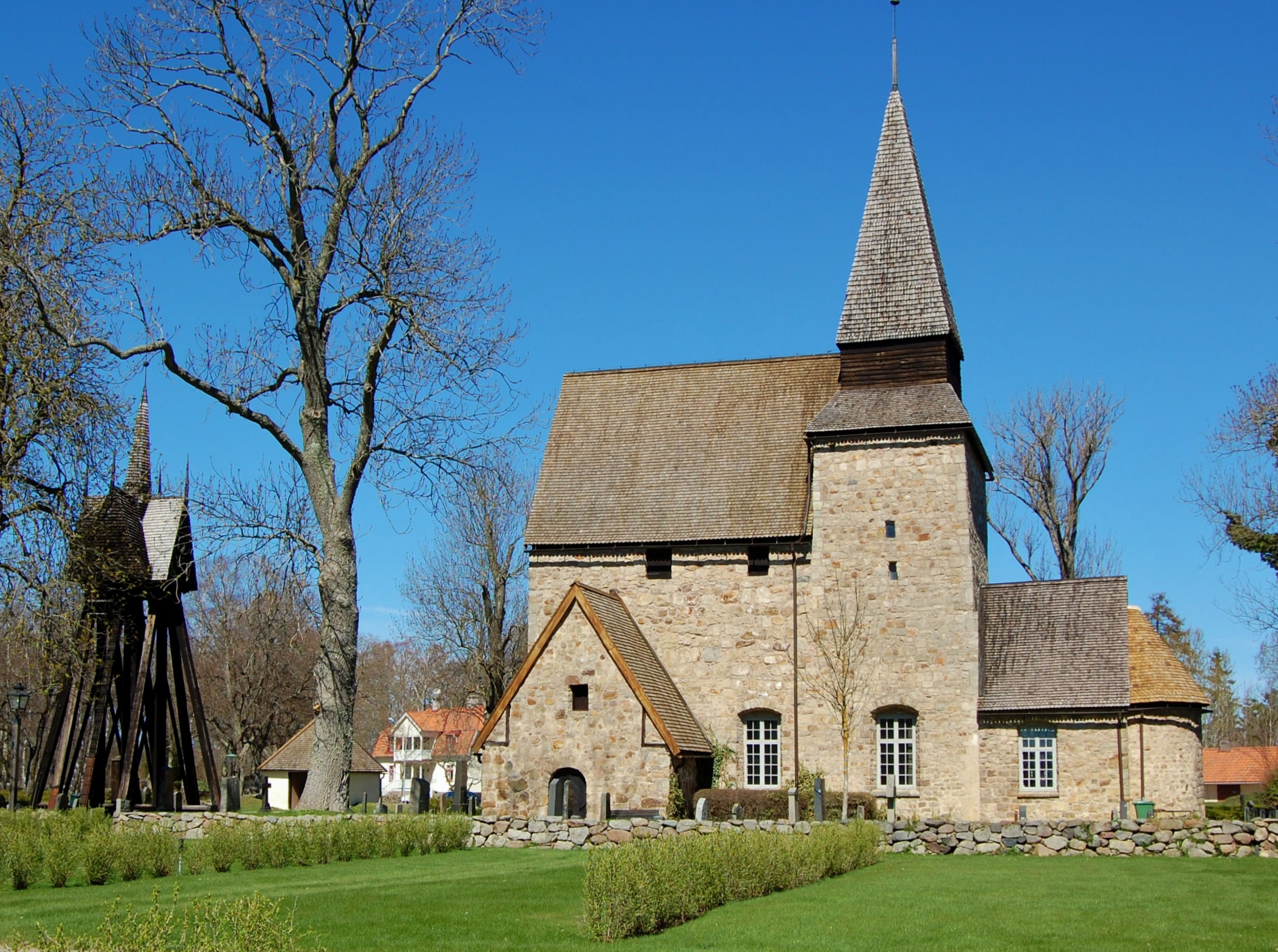
Hossmo
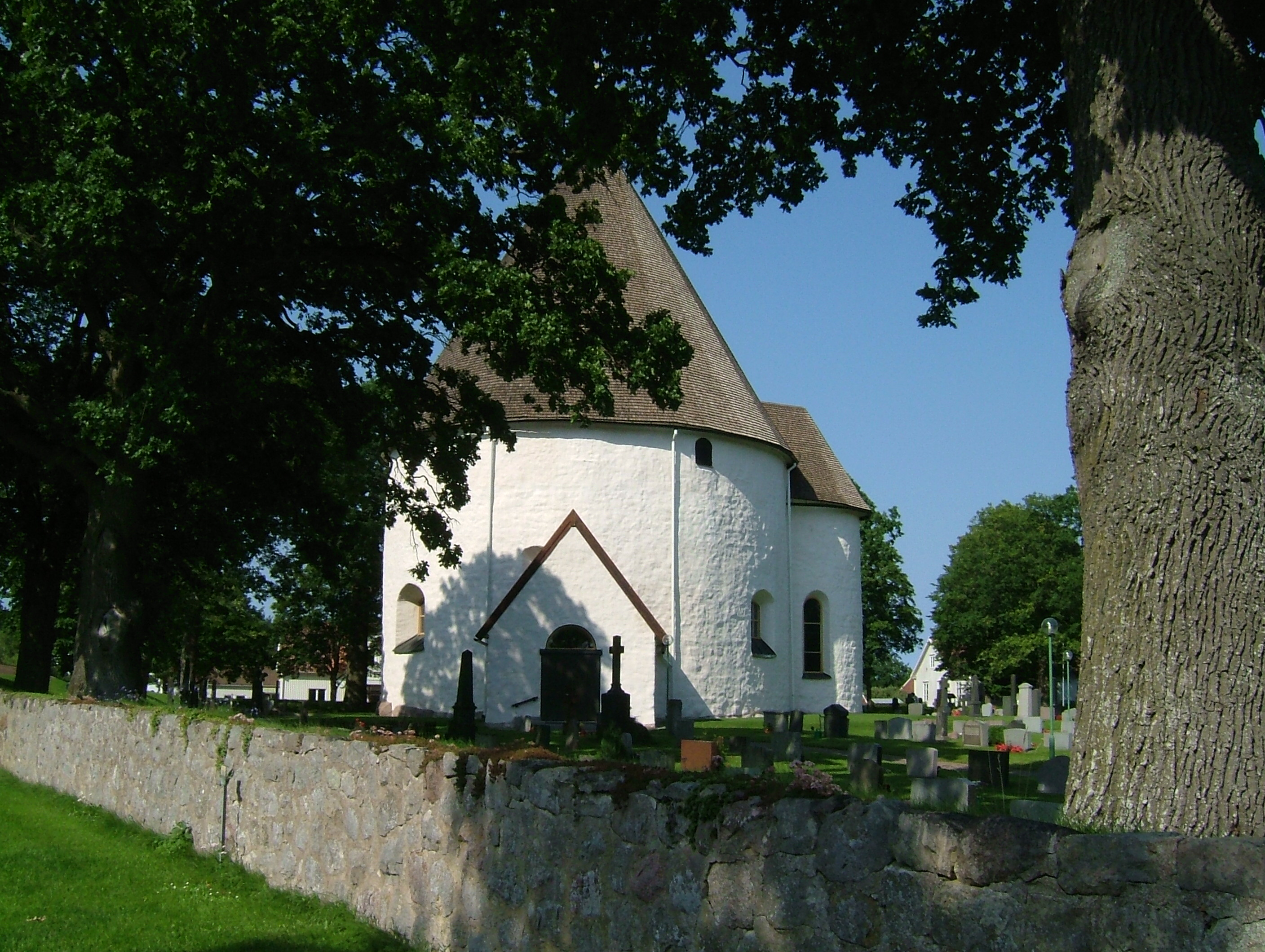
Hagby
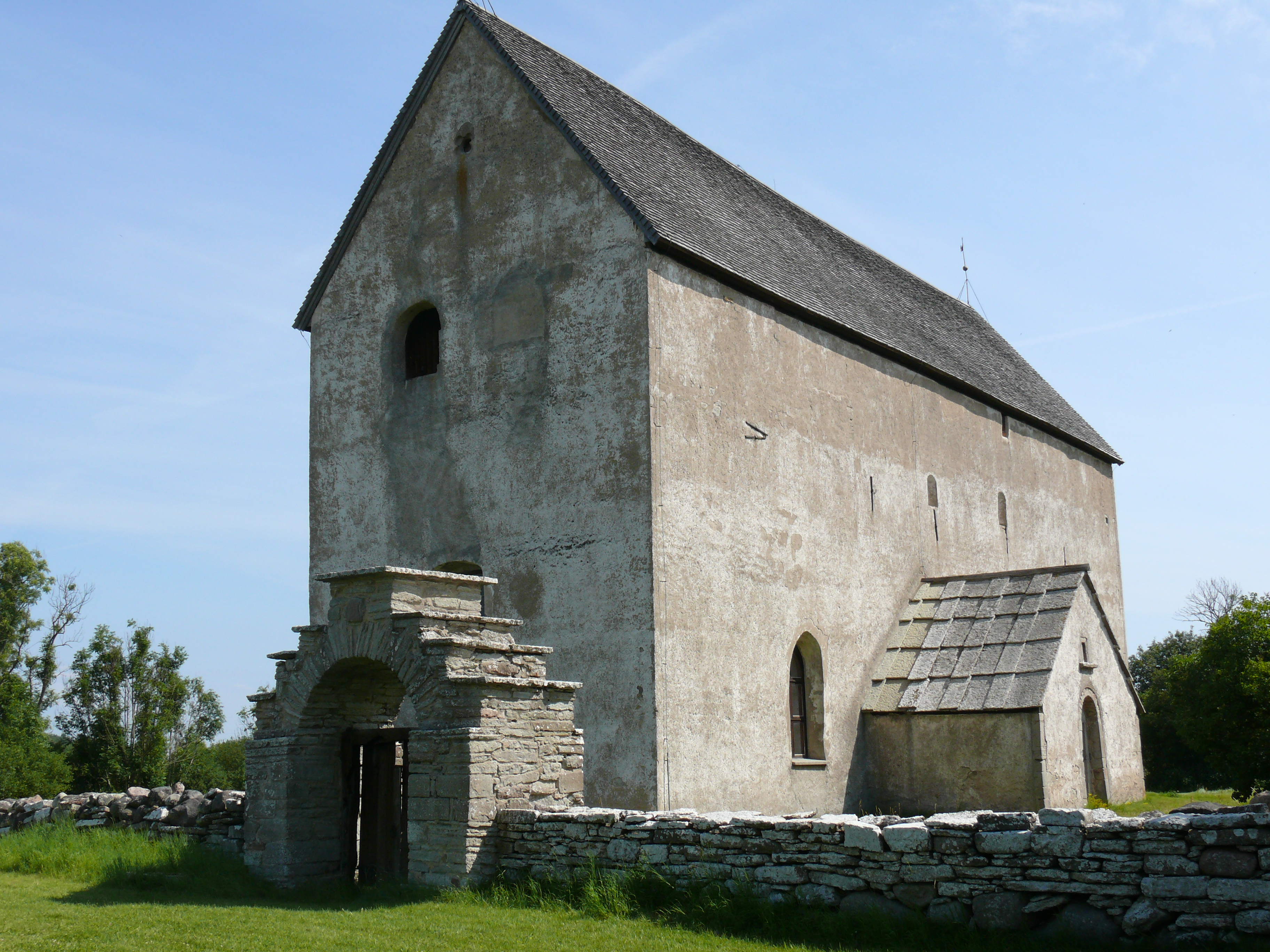
Källa gamla kyrka, Öland